# ᴊ
Cette page contient des caractères spéciaux ou non latins. S’ils s’affichent mal (▯, ?, etc.), consultez la page d’aide Unicode.
ᴊ, appelé petite capitale J, est une lettre additionnelle de l’écriture latine qui est utilisée dans l’alphabet phonétique ouralien.

## Utilisation
Dans l’alphabet phonétique ouralien, ‹ ᴊ › représente une consonne fricative palatale semi-voisée, notée [₍ʝ̥₎] ou [ʝ̥] avec l’alphabet phonétique international, par opposition à ‹ j › représentant une consonne fricative palatale voisée, [ʝ].
Avec l’alphabet phonétique international, la petite capital J a été utilisé par J. C. Catford (en) comme symbole de la consonne fricative palatale voisée [ʝ], avant qu’un symbole officiel ne soit adopté après la conférence de Kiel en 1989.

## Représentations informatiques
La petite capitale J peut être représentée avec les caractères Unicode (Extensions phonétiques) suivants :
| formes    | représentations | chaînes de caractères | points de code | descriptions                              |
| --------- | --------------- | --------------------- | -------------- | ----------------------------------------- |
| minuscule | ᴊ               | ᴊ                     | U+1D0A         | lettre minuscule latine petite capitale j |